# 霍普韋爾鎮區 (阿肯色州格林縣)
霍普韋爾鎮區（英語：Hopewell Township）是位於美國阿肯色州格林縣的一個行政鎮區。

## 地方資料
霍普韋爾鎮區的面積為51.24平方千米，當中陸地面積為51.22平方千米，而水域面積為0.02平方千米。根據2010年美國人口普查的數據，當地共有人口328人，而人口密度為每平方千米6.4人。